# Schaeffersheim
 Schaeffersheim (en alsacià Schafersche) és un municipi francès, situat a la regió del Gran Est, al departament del Baix Rin. L'any 1999 tenia 706 habitants.
Forma part del cantó d'Erstein, del districte de Sélestat-Erstein i de la Comunitat de comunes del cantó d'Erstein.

## Demografia
| 1962 | 1968 | 1975 | 1982 | 1990 | 1999 |
| ---- | ---- | ---- | ---- | ---- | ---- |
| 536  | 542  | 574  | 637  | 669  | 706  |

## Administració
| Període   | Identitat         | Partit |
| --------- | ----------------- | ------ |
| 1971-2001 | Germain Gengenwin | UDF    |
| 2008-     | Serge Jung        |        |